# Louji
Louji (ruso: Ло́ухи; carelio: Louhi) es un asentamiento de tipo urbano de la república rusa de Carelia, capital del raión homónimo en el norte de la república.
En 2019, la localidad tenía una población de 3867 habitantes.
Hasta el siglo XX no era una localidad, sino un área despoblada que se menciona en el Kalevala como el lugar de donde según la mitología finesa procedía Louhi, la reina de Pohjola. La localidad fue fundada en 1913 como un poblado ferroviario del ferrocarril de Murman, pero se desarrolló a partir de 1926 como una estación agrícola experimental en la que se intentaba averiguar cómo cultivar en las tierras pantanosas del norte de Carelia. Adquirió estatus urbano en 1944.
Se ubica unos 400 km al norte de la capital republicana Petrozavodsk, sobre la carretera E105 que lleva a Múrmansk.